# رالی اروپای مرکزی ۲۰۲۴
رالی اروپای مرکزی ۲۰۲۴ (همچنین با عنوان رالی اروپای مرکزی ۲۰۲۴ شناخته می‌شود) یک رویداد اتومبیل رانی برای خودروهای رالی بود که از ۱۷ تا ۲۰ اکتبر ۲۰۲۴ در آلمان برگزار شد. این رویداد دومین دوره رالی اروپای مرکزی بود و دوازدهمین دور از مسابقات رالی قهرمانی جهان ۲۰۲۴، مسابقات رالی قهرمانی جهان ۲ و مسابقات رالی قهرمانی جهان ۳ بود. این رویداد در پاسائو، بایرن، آلمان برگزار شد و در هجده مرحله ویژه (استیج) مسافت رقابتی معادل ۳۰۲٫۵۱ کیلومتر (۱۸۷٫۹۷ مایل) را رانندگان طی می‌کردند.
تیری نوویل و مارتین ویداگه برندگان رالی اروپای مرکزی ۲۰۲۳ بودند و تیم آنها، هیوندای شل موبیس دبلیوآرتی، برنده سازندگان بودند. نیکلاس سیامین و یانیک روش برندگان رالی درکلاسهرالی ۲ بودند. فیلیپ کوهن و تام وودبرن مدافعان برد در کلاس رالی ۳ بودند.

### لیست ورودی
| شماره. | راننده           | نقشه خوان       | تیم                               | خودرو                   | وضعیت قهرمانی             | تایر |
| ------ | ---------------- | --------------- | --------------------------------- | ----------------------- | ------------------------- | ---- |
| 5      | سامی پاجاری      | Enni Mälkönen   | تیم رالی جهانی تویوتا گازو ریسینگ | تویوتا جی‌ار یاریس رالی۱ | راننده، نقشه خوان         | P    |
| 8      | اوت تاناک        | مارتین جروئوجا  | هیوندای شل موبیلز دبلیوآرتی       | هیوندای آی۲۰ ان رالی۱   | راننده، نقشه خوان، سازنده | P    |
| 9      | آندریاس میکلسن   | تورشتاین اریکسن | هیوندای شل موبیلز دبلیوآرتی       | هیوندای آی۲۰ ان رالی۱   | راننده، نقشه خوان، سازنده | P    |
| 11     | تیری نوویل       | مارتین ویدایگه  | هیوندای شل موبیلز دبلیوآرتی       | هیوندای آی۲۰ ان رالی۱   | راننده، نقشه خوان، سازنده | P    |
| 13     | گریگوری مونستر   | لویی لوکا       | تیم رالی جهانی ام-اسپورت          | فورد پوما رالی۱         | راننده، نقشه خوان، سازنده | P    |
| 16     | آدرین فورمو      | الکساندر کوریا  | تیم رالی جهانی ام-اسپورت          | فورد پوما رالی۱         | راننده، نقشه خوان، سازنده | P    |
| 17     | سباستین اوژیه    | وینسنت لندی     | تیم رالی جهانی تویوتا گازو ریسینگ | تویوتا جی‌ار یاریس رالی۱ | راننده، نقشه خوان، سازنده | P    |
| 18     | تاکاموتو کاتسوتا | آرون جانستن     | تیم رالی جهانی تویوتا گازو ریسینگ | تویوتا جی‌ار یاریس رالی۱ | راننده، نقشه خوان، سازنده | P    |
| 19     | جوردن سردریدیس   | فردریک میکلوت   | تیم رالی جهانی ام-اسپورت          | فورد پوما رالی۱         | راننده، نقشه خوان         | P    |
| 33     | الفین ایوانز     | اسکات مارتین    | تیم رالی جهانی تویوتا گازو ریسینگ | تویوتا جی‌ار یاریس رالی۱ | راننده، نقشه خوان، سازنده | P    |

## جدول رده‌بندی قهرمانی
| 1 |   | تیری نوویل    | 225 |   | مارتین ویدایگه | 225 |  | هیوندای شل موبیلز دبلیوآرتی       | 526 |
| 2 |   | اوت تاناک     | 200 |   | مارتین جروئوجا | 200 |  | تیم رالی جهانی تویوتا گازو ریسینگ | 511 |
| 3 | ۱ | الفین ایوانز  | 185 | ۱ | اسکات مارتین   | 185 |  | تیم رالی جهانی ام-اسپورت          | 267 |
| 4 | ۱ | سباستین اوژیه | 166 | ۱ | وینسنت لندی    | 166 |  |                                   |     |
| 5 |   | آدرین فورمو   | 146 |   | الکساندر کوریا | 146 |  |                                   |     |